# Prinsessan Ileana av Rumänien
Prinsessan Ileana av Rumänien, född 5 januari 1909, död 21 januari 1991, var en rumänsk prinsessa, den yngsta dottern till Ferdinand I av Rumänien och drottning Marie av Rumänien.

## Biografi
Prinsessan Ileana studerade vid Heathfield School i Ascot i Storbritannien, och var elev till skulptören Ion Jalea och målaren Jean Alexandru Steriadi. Hon följde med på statsbesök i Spanien och USA 1926. Ileana beskrivs som en stor patriot. Hon tyckte om sport och segling, deltog i expeditioner i Karpaterna och var den enda kvinna i Rumänien som fick licens som båtkapten[källa behövs]. Hon grundade även de kvinnliga scouterna i Rumänien.
Ileana var mycket populär bland allmänheten, något som kom hennes bror Carol II av Rumänien att känna sig hotad, särskilt som hon hade ett nära förhållande till sin mor, som också tillhörde oppositionen mot Carol. Hon befann sig i Egypten då brodern tog makten 1930 och bad honom tro på att hon endast ville hans bästa, men han beslöt att hon skulle tvingas bosätta sig utomlands genom att gifta sig: det kunde hon enligt konstitutionen bara göra med en utlänning[källa behövs]. Den 26 juli 1931 gifte hon sig med ärkehertig Anton av Österrike, som var bosatt i Spanien. Äktenskapet var inte arrangerat utan ett verkligt kärleksförhållande och beskrivs som lyckligt. Då monarkin avskaffades i Spanien 1931 flyttade paret till Österrike.
Under andra världskriget tjänade hennes slott "Schloss Sonnberg" i Österrike som sjukhus åt rumänska soldater[källa behövs]. Familjen flydde 1944 undan nazisterna genom att flytta från Österrike till Rumänien, där de bosatte sig i Slottet Bran, som även det fick fungera som krigssjukhus. Då monarkin avskaffades i Rumänien 1947 lämnade familjen landet och bosatte sig först i Argentina och därpå i USA.
Ileana skilde sig 1954 och gifte samma år om sig med Stefan Issarescu i Newton, Massachusetts. Hennes dotter ur första äktenskapet Maria Ileana omkom den 11 januari 1959 tillsammans med sin man Franz Kottulinsky i en flygolycka i Brasilien. Maria var vid tidpunkten havande med parets andra barn och alla tre omkom. Dock fanns parets förstfödda barn, dottern Maria Ileana Kottulinsky, född 25 augusti 1958, på annan ort och blev bortadopterad. Olyckan förorsakade en kris, och 1965 tog Ileana ut skilsmässa och blev senare grekisk-ortodox nunna. Hon grundade ett kloster i Pennsylvania, där hon blev abbedissa.

## Kuriosa
Arvtagare till slottet Bran i Transsylvanien.
Slottet Bran är förebilden för Bram Stokers klassiska roman om greven och vampyren Dracula och kallas även för Greve Drakulas slott.
På 1920-talet bodde den rumänska kungafamiljen på slottet. Slottet konfiskerades dock från Ileana 1948. Den nuvarande ägaren, ärkehertig Dominic Habsburg, är hennes son.
Skådespelerskan Illeana Douglas är döpt efter prinsessan.

## Barn
- Ärkehertig Stefan av Österrike, prins av Toscana (1932–1998)
- Ärkehertiginna Maria Ileana av Österrike, prinsessa av Toscana (1933– d. 11 januari 1959); gift med Franz Josef Kottulinsky (1917– d. 11 januari 1959).
- Ärkehertiginna Alexandra av Österrike, prinsessa av Toscana (1935–  )
- Ärkehertig Dominic av Österrike, prins av Toscana (1937–  )
- Ärkehertiginna Maria Magdalena av Österrike, prinsessa av Toscana (1939–  )
- Ärkehertiginna Elisabeth av Österrike, prinsessa av Toscana (1942– d. 2 januari 2019)